# Upper River
Upper River é uma das seis regiões da Gâmbia. Tem uma área de 2 070 km² e uma população de 183 033 habitantes. A sua capital é a cidade de Basse Santa Su.

## Distritos
Upper River está dividida em quatro distritos:
- Fulladu East
- Kantora
- Sandu
- Wuli